# Julian Kristoffersen
Julian Kristoffersen (Horten, 10 maggio 1997) è un calciatore norvegese, attaccante svincolato.

## Carriera

### Club

#### Ørn-Horten
Kristoffersen ha cominciato la propria carriera con la maglia dell'Ørn-Horten. Il 4 agosto 2012 ha effettuato il proprio debutto in 2. divisjon, terzo livello del campionato norvegese, sostituendo Evan Patros nella sconfitta per 3-1 maturata sul campo del Brumunddal. È stata l'unica presenza stagionale del giocatore, con l'Ørn-Horten che ha chiuso l'annata con la retrocessione in 3. divisjon.
Il 17 marzo 2013 ha segnato la prima rete con questa maglia, contribuendo al successo per 0-8 sul campo dello Stoppen, in una sfida valida per il primo turno di qualificazione al Norgesmesterskapet 2013.

#### Copenaghen
A luglio 2013, Kristoffersen è stato acquistato dai danesi del Copenaghen, in cambio di un conguaglio economico. Il giocatore ha firmato un contratto triennale e sarebbe stato aggregato alla School of Excellence, formazione giovanile del club. Ha passato circa tre anni in questa squadra.
Il 19 marzo 2016 è stato convocato dall'allenatore Ståle Solbakken per la sfida di campionato che la prima squadra avrebbe affrontato in trasferta sul campo del Nordsjælland. Il 20 marzo ha così effettuato il proprio esordio nella Superligaen, subentrando a Youssef Toutouh nel corso del secondo tempo della sfida, terminata con una sconfitta del Copenaghen per 2-0. Ha giocato 2 partite nella massima divisione locale nel corso di quella stessa stagione, terminata con la vittoria finale del Copenaghen.
Il 9 settembre 2016 è stato aggregato stabilmente alla prima squadra, vestendo la maglia numero 37. Si è svincolato dal Copenaghen al termine del campionato 2016-2017.

#### Djurgården
L'8 agosto 2017, gli svedesi del Djurgården hanno reso noto l'ingaggio di Kristoffersen, che si è legato al nuovo club con un contratto triennale: ha scelto di vestire la maglia numero 21. Ha esordito in squadra il 23 agosto, schierato titolare nella vittoria per 1-4 in casa del Gamla Upsala, sfida valida per l'edizione stagionale della Svenska Cupen: è stato autore di una delle reti in favore della sua squadra. Nel 2018 invece non è stato mai utilizzato in prima squadra fino all'11 giugno, giorno in cui è stata ufficializzata la sua cessione a titolo definitivo nonostante i tre anni di contratto sottoscritti l'estate precedente.

#### Salernitana e prestiti al Cosenza e alla Virtus Verona
Il 2 febbraio 2021 firma per la Salernitana. Con la squadra campana riesce a trovare la promozione in massima serie. Esordisce in Serie A il 29 agosto, nella sconfitta per 0-4 in casa contro la Roma.
Il 31 agosto successivo, tuttavia, viene ceduto in prestito al Cosenza, scendendo nuovamente di categoria. Col club silano gioca solo 5 gare, ottenendo la salvezza ai playout.
Rimasto nella rosa granata per la stagione 2022-2023, gioca 17 minuti nella gara contro la Roma del 14 agosto 2022, per poi essere escluso dalla rosa per sovrannumero, per poi venire nuovamente ceduto in prestito, questa volta alla Virtus Verona il 19 gennaio 2023. Il 5 febbraio segna il suo primo gol con gli scaligeri nel successo per 3-2 in casa del Mantova. Per la prossima rete bisognerà aspettare l'8 aprile, mettendo a segno un gol cruciale al 91' minuto di una gara vinta per 2-1 in casa contro l'AlbinoLeffe. Di fatto, con quest'ultima vittoria, i veronesi riusciranno a centrare l'obiettivo play-off.
Dopo il passaggio del primo e del secondo turno, i rossoblù incontreranno il Pescara di Zdeněk Zeman, pareggiando il match d'andata per 2-2 con l'attaccante norvegese che non verrà schierato tra i titolari e che rimarrà in panchina per tutta la gara. La gara successiva è un calvario per la Virtus Verona: verranno travolti per 3-1 dai biancazzurri e Kristoffersen riuscirà anche a segnare la rete del momentaneo 1-0. Due giorni dopo l'amara sconfitta, il giocatore ha annunciato che il club veronese non aveva intenzione di riscattarlo e che sarebbe tornato alla Salernitana per partecipare al ritiro estivo.

#### Ancona e Pro Sesto
Il 29 agosto viene ceduto a titolo definitivo all'Ancona, sottoscrivendo un contratto annuale. Esordisce in Serie C il 9 settembre 2023 in un incontro perso dagli anconetani per 2-1 in casa contro il Gubbio.
L'11 gennaio 2024 viene ceduto alla Pro Sesto.

#### Jedinstvo Ub e Lecco
Il 10 febbraio 2025, dopo una breve esperienza in Serbia nelle file dello Jedinstvo Ub, fa ritorno in Italia accasandosi al Lecco.

### Nazionale
Kristoffersen ha rappresentato la Norvegia a livello Under-16, Under-17, Under-18 e Under-21. Per quanto concerne quest'ultima selezione, ha ricevuto la prima convocazione in data 6 ottobre 2016, selezionato dal commissario tecnico Leif Gunnar Smerud a seguito del forfait di Veton Berisha, in vista delle sfide contro Svizzera e Kazakistan, rispettivamente del 7 e 11 ottobre successivi. Nella prima di queste ha così effettuato il proprio esordio, subentrando a Ghayas Zahid nei minuti finali della gara, vinta dagli scandinavi per 2-1.

## Statistiche

### Presenze e reti nei club
Statistiche aggiornate al 26 aprile 2025.
| Stagione           | Club               | Campionato         | Campionato | Campionato | Coppe nazionali | Coppe nazionali | Coppe nazionali | Coppe continentali | Coppe continentali | Coppe continentali | Supercoppe | Supercoppe | Supercoppe | Totale | Totale |
| Stagione           | Club               | Comp               | Pres       | Reti       | Comp            | Pres            | Reti            | Comp               | Pres               | Reti               | Comp       | Pres       | Reti       | Pres   | Reti   |
| ------------------ | ------------------ | ------------------ | ---------- | ---------- | --------------- | --------------- | --------------- | ------------------ | ------------------ | ------------------ | ---------- | ---------- | ---------- | ------ | ------ |
| 2012               | Ørn-Horten         | 2D                 | 1          | 0          | CN              | 0               | 0               | -                  | -                  | -                  | -          | -          | -          | 1      | 0      |
| gen.-lug. 2013     | Ørn-Horten         | 3D                 | 8          | 0          | CN              | 3               | 2               | -                  | -                  | -                  | -          | -          | -          | 11     | 2      |
| Totale Ørn-Horten  | Totale Ørn-Horten  | Totale Ørn-Horten  | 9          | 0          |                 | 3               | 2               |                    | -                  | -                  |            | -          | -          | 12     | 2      |
| 2015-2016          | Copenaghen         | SL                 | 2          | 0          | CD              | 0               | 0               | UEL                | 0                  | 0                  | -          | -          | -          | 2      | 0      |
| 2016-2017          | Copenaghen         | SL                 | 0          | 0          | CD              | 2               | 2               | UCL                | 0                  | 0                  | -          | -          | -          | 2      | 2      |
| Totale Copenaghen  | Totale Copenaghen  | Totale Copenaghen  | 2          | 0          |                 | 2               | 2               |                    | 0                  | 0                  |            | -          | -          | 4      | 2      |
| ago.-dic. 2017     | Djurgården         | A                  | 3          | 0          | CS              | 1               | 1               | -                  | -                  | -                  | -          | -          | -          | 4      | 1      |
| gen.-giu. 2018     | Djurgården         | A                  | 0          | 0          | CS              | 0               | 0               | -                  | -                  | -                  | -          | -          | -          | 0      | 0      |
| Totale Djurgården  | Totale Djurgården  | Totale Djurgården  | 3          | 0          |                 | 1               | 1               |                    | -                  | -                  |            | -          | -          | 4      | 1      |
| 2018-2019          | Hobro              | SL                 | 27         | 4          | CD              | 0               | 0               | -                  | -                  | -                  | -          | -          | -          | 27     | 4      |
| 2019-2020          | Hobro              | SL                 | 21         | 2          | CD              | 1               | 0               | -                  | -                  | -                  | -          | -          | -          | 22     | 2      |
| Totale Hobro       | Totale Hobro       | Totale Hobro       | 48         | 6          |                 | 1               | 0               |                    | -                  | -                  |            | -          | -          | 49     | 6      |
| 2020               | Jeonnam Dragons    | K2                 | 24         | 5          | CC              | 3               | 1               | -                  | -                  | -                  | -          | -          | -          | 27     | 6      |
| gen.-giu. 2021     | Salernitana        | B                  | 6          | 0          | CI              | 0               | 0               | -                  | -                  | -                  | -          | -          | -          | 6      | 0      |
| ago. 2021          | Salernitana        | A                  | 1          | 0          | CI              | 1               | 0               | -                  | -                  | -                  | -          | -          | -          | 2      | 0      |
| set. 2021-2022     | Cosenza            | B                  | 5          | 0          | CI              | 0               | -               | -                  | -                  | -                  | -          | -          | -          | 5      | 0      |
| 2022-gen. 2023     | Salernitana        | A                  | 1          | 0          | CI              | 0               | 0               | -                  | -                  | -                  | -          | -          | -          | 1      | 0      |
| Totale Salernitana | Totale Salernitana | Totale Salernitana | 8          | 0          |                 | 1               | 0               |                    | -                  | -                  |            | -          | -          | 9      | 0      |
| gen.-giu. 2023     | Virtus Verona      | C                  | 9+3        | 3+1        | CI-C            | -               | -               | -                  | -                  | -                  | -          | -          | -          | 12     | 4      |
| 2023-gen. 2024     | Ancona             | C                  | 11         | 0          | CI-C            | 1               | 0               | -                  | -                  | -                  | -          | -          | -          | 12     | 0      |
| gen.-giu. 2024     | Pro Sesto          | C                  | 6          | 0          | CI-C            | -               | -               | -                  | -                  | -                  | -          | -          | -          | 6      | 0      |
| 2024-gen. 2025     | Jedinstvo Ub       | SL                 | 6          | 0          | CS              | -               | -               | -                  | -                  | -                  | -          | -          | -          | 6      | 0      |
| gen.-giu. 2025     | Lecco              | C                  | 8          | 0          | CI-C            | -               | -               |                    | -                  | -                  |            | -          | -          | 8      | 0      |
| Totale carriera    | Totale carriera    | Totale carriera    | 142        | 15         |                 | 12              | 6               |                    | 0                  | 0                  |            | -          | -          | 154    | 21     |

## Palmarès

### Club

#### Competizioni nazionali
- Campionato danese: 1

Copenaghen: 2015-2016
- Coppa di Svezia: 1

Djurgarden: 2017-2018